# Stimulace penisu rukou

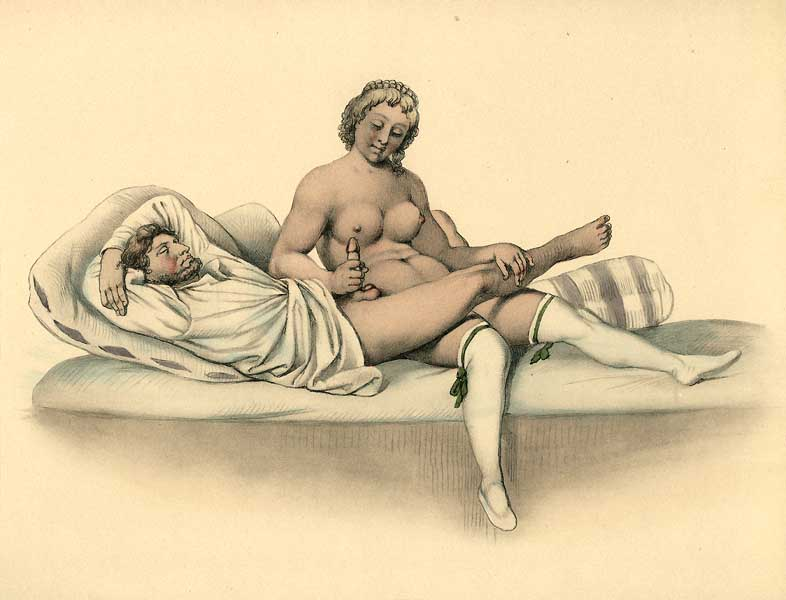
Johann Nepomuk Geiger, akvarel, 1840.

Stimulace penisu rukou (v obecné češtině honění, anglicky slangově Handjob, tugjob) je forma vnějšího pohlavního styku, resp. sexu bez penetrace. Nezahrnuje výměnu tělních tekutin, jde o typ bezpečného sexu.
Ruční stimulace ženských pohlavních orgánů se obvykle nazývá prstění, občas je ale i v tomto případě používán termín „handjob“.

## Přehled

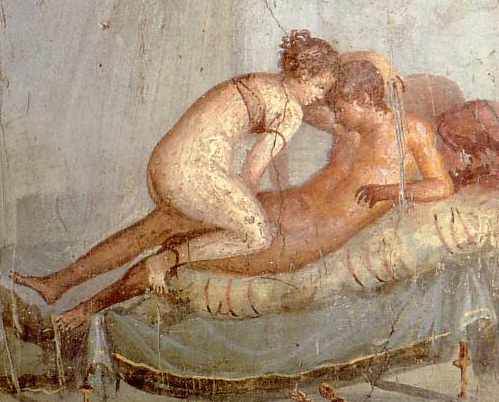
Pompejanische Wandmalerei, Casa del Centenario IX 8,3 (Cubiculum 43)

Obvyklá technika mužské masturbace spočívá v uchopení penisu celou rukou, podobně, jako při sevření v pěst (s tím rozdílem, že pěst se svírá okolo penisu). Jiný možný úchop je sevření dvou prstů okolo penisu. Potom poskytující partner pohybuje rukou nahoru a dolů, čímž stimuluje tělo penisu a jeho žalud. Někteří lidé preferují použití lubrikace, aby omezili tření na penisu. Obecně se to dělá, pokud je partner obřezaný, protože bez přetahování předkožky přes žalud zde vzniká větší tření a nepříjemné pocity.[zdroj⁠?!] Lubrikant mohou používat i neobřezaní muži, ale není to nutné. Lze použít mnoho technik handjobu – obecně je potřeba trpělivost a praxi obou partnerů, než se najde nejpříjemnější technika.
Stimulace penisu může, ale také nemusí končit ejakulací nebo orgasmem; také může a nemusí tvořit celý sexuální akt. Může být součástí předehry nebo částí přípravy k jiné sexuální aktivitě. Může poskytovat sexuální potěšení partnerovi v případě, že penetrativní pohlavní styk není možný nebo vhodný. Velmi oblíbený je tzv. Edging, neboli oddalování ejakulace. Spočívá v přerušování masturbace těsně před vyvrcholením. Výsledkem je intenzivnější orgasmus a vyšší objem ejakulátu při ejakulaci.
Pro stimulaci penisu je potřeba malé fyzické úsilí a muž není rozptylován úsilím o pohyby nebo potřebou stimulace pohlavních orgánů partnera. Handjob může zahrnovat mnoho stimulace, variant, a – jako u jiných forem sexuální stimulace – poskytující partner může získávat významné potěšení a sexuální vzrušení, protože může přímo ovládat a pozorovat sexuální vzrušení a fyzické reakce partnera.

## Rozmach v masážních salonech
Podle studie A. J. Velarde z roku 1975 v nejmenovaném městě na západním pobřeží Spojených států, poskytování „handjobu“, kdy žena uspokojovala rukou svého klienta, byl jednou ze služeb, které masérky nabízely. Následná publicita této praktiky v tisku způsobila, že místní zastupitelstva zavedla licencování masérek podobné tomu, jaké se používalo u prostitutek. Toto licencování vedlo ke zvýšenému očekávání u klientů masážních salonů, kteří očekávali, že je toho k dispozici více než jen handjob, tedy pohlavní styk. Protože se masérky samotné domnívaly, že nemají co ztratit, když budou vystupovat jako prostitutky, a protože místní zastupitelstva je za prostitutky považovala, masérky často vyhověly a tak přitáhly do města ještě více prostituce.

## Handjob
Někdy užívaný termín „handjob“ je často považován za slang nebo neformální slovo, nikoli za klinický termín. Proto mají někteří lidé námitky proti používání slova v běžné konverzaci. Akademické články obvykle handjob označují jako ruční stimulaci mužského partnera, masturbaci mužského partnera nebo ruční sex s penisem.
Ruční stimulace penisu jinou osobou se může neformálně nazývat také:
- H.J. – Zkratka pro „Hand Job“.
- Šťastné zakončení – Jestliže následuje po celotělové masáži prováděné obvykle v masážním salonu.  Archivováno 31. 5. 2008 na Wayback Machine.
- Přetočení – Pokud se během análního sexu stimulující partner přetočí a poskytne přijímajícímu partnerovi handjob. Může to být i handjob zezadu.
- Rezavý trombón – Při anilingu a handjobu současně, připomíná pohyby hráče na trombón.[4][5]
- Handski – anglický slangový termín označující handjob (podobně jako footski nebo mouthski).